# Dunton, Essex
Dunton är en ort i unparished area Basildon, i distriktet Basildon, i grevskapet Essex, i England. Orten är belägen 6 km från Billericay. Dunton var en civil parish fram till 1934 när blev den en del av Brentwood och Little Burstead. Civil parish hade 661 invånare år 1931. Byn nämndes i Domedagsboken (Domesday Book) år 1086, och kallades då Dantuna.